# Guillaume Louis Ternaux
Pour les articles homonymes, voir Ternaux.
Le baron Guillaume Louis Ternaux, dit « Ternaux l'Aîné » né à Sedan le 8 octobre 1763 et mort en son château de Saint-Ouen le 2 avril 1833, est un manufacturier, négociant et homme politique français. Il a repris à 18 ans, avec son frère cadet, l'entreprise textile créée par son père.
Il est l’inventeur des premiers cachemires européens et réussit, grâce à son sens inné du commerce, à établir la notoriété de ses produits et à en faire des produits de luxe connus dans toute l'Europe, tels les célèbres « châles de Ternaux ».  Il est considéré comme l'un des entrepreneurs les plus influents de la première partie du XIXe siècle. Il devint aussi député de la Seine puis de la Haute-Vienne sous la Restauration. Le titre de baron lui a été conféré en 1819, mais il a préféré y renoncer quelques années plus tard.

## Biographie
Il est initié dès son plus jeune âge à la fabrication des draps et des étoffes par son père Charles Louis Ternaux, un manufacturier nouveau dans le métier, issu d'une famille commerçante de Sedan, membre de la loge maçonnique Famille Unie qui avant la Révolution réunit dans cette ville les notables protestants, une communauté profondément investie dans l'activité commerciale et industrielle de la cité, voulant, selon les mots d'un de ses membres influents, Abraham  Poupart de Neuflize, « s'enrichir par le travail, l'ordre et l'économie ». Son père Charles Louis lui laisse en 1781 la direction de la manufacture pour aller établir à Paris une maison de commerce en gros écoulant ses produits. Guillaume Louis se retrouve à 18 ans à peine, aidé de son frère cadet âgé de 16 ans, à la tête des ateliers sedanais. L'entreprise bénéficie d'un marché porteur jusqu'en 1792.
Cette même année 1792, favorable aux idées nouvelles et à la monarchie constitutionnelle, proche du général Lafayette qui commande l'armée du Nord  et s'est installé à Sedan, il est conseiller municipal de cette ville. Sous la Terreur, en 1794, il doit s’exiler en Allemagne puis en Angleterre pour avoir fait partie deux ans plus tôt de la municipalité compromise par la fuite à l'étranger de Lafayette. Les autres membres de la municipalité de 1792 sont pour la plupart arrêtés et guillotinés. En Angleterre, il étudie avec beaucoup d'intérêt les procédés de fabrication et les modes de gestion des entreprises de textile. Il revient en 1798, sous le Directoire. Il décide de faire de la maison de Paris le siège de la société, gérant la trésorerie, les achats et comptabilisant les ventes de toutes les fabriques et comptoirs. Les bureaux sont établis au 35, place des Victoires avec un comptoir de vente au 4 rue des Fossés Montmartre (aujourd'hui rue d'Aboukir). Le 4 octobre 1802, il achète à Jacques Necker un château à Saint-Ouen (Seine-Saint-Denis) dit « Château Ternaux ». 
Il ouvre des usines partout en France, en pays sedanais, à Auteuil, Reims (rien qu’en Champagne, l’usine Ternaux compte 6 000 ouvriers), à Louviers, à Elbeuf, mais aussi à Verviers, jusqu’à devenir la plus importante manufacture d’Europe, multipliant les comptoirs à l’étranger à Naples, Cadix, Livourne, Gênes, Saint-Pétersbourg ainsi qu’aux Pays-Bas et aux Indes. Il est aussi un des actionnaires de la Banque de France, créée en 1800 et de capital privé initialement.
Le Premier consul Napoléon Bonaparte visite ses ateliers à Sedan, le 7 août 1803, accompagné de Joséphine et de René Savary, son homme de confiance originaire de cette cité ardennaise. Quelques ouvriers crient « À bas les mécaniques » lorsque sont évoqués des projets de mécanisation de la filature. Le Premier consul se tourne vers eux et argumente sur la nécessité de tels projets auprès des contestataires : « Ce n'est que par l'amélioration des procédés industriels qui diminuent la main d’œuvre que l'industrie française pourra cesser d'être inférieure à l'Angleterre ». Trois jours plus tard, Bonaparte est dans un autre de ses ateliers, à Reims, et Joséphine reçoit des mains de Guillaume Ternaux un des plus célèbres de ses produits, fabriqué en ce lieu, un châle Ternaux. Guillaume Ternaux fait en sorte, par la suite, de devenir son fournisseur, et surtout de le faire savoir. Il fait broder sur ses produits trois mots : « Il est français », une utilisation publicitaire de l'origine des produits rebondissant sur l'air du temps. En 1807, en plein blocus continental, il réitère cette veine publicitaire en proclamant : « Moi aussi, je fais la guerre à l'Angleterre ». En juin 1810,  l'empereur Napoléon Ier visite des manufactures à Louviers, en compagnie de Marie-Louise. À la porte de l'une d'entre elles, il retrouve Guillaume Ternaux, qu'il accueille aux mots joyeux de : « Décidément Ternaux, vous êtes partout ! ». Il le décore de sa main de la Légion d’honneur, en décrochant la médaille qu'il porte lui-même au revers de sa veste.  
En 1814, Ternaux se montre favorable au rétablissement des Bourbons, espérant que ce retour peut rétablir la paix en Europe, après 25 ans de conflits. Il les suit à Gand dans leur exil durant les Cent-Jours. Après Waterloo, il revient en France avec Louis XVIII. Il entre au conseil général de la Seine, où il reste jusqu'en 1822. Il y fait partie de plusieurs commissions, notamment de celle des subsistances, et publie en 1816, lors de la disette, un mémoire sur l'approvisionnement de Paris. Président du collège électoral de l'Eure, il est élu, le 21 octobre 1818, député de la Seine, l'emportant de quelques voix sur Benjamin Constant. Il est élu en tant que candidat de la majorité ministérielle, ce qui ne lui enlève rien de sa liberté de penser et ses convictions libérales : il s'oppose notamment, durant la législature, aux lois d'exception et au nouveau système électoral. 
Des lettres patentes du 18 août 1816 et une ordonnance royale du 17 novembre 1819 lui confèrent pourtant le titre de baron,.  Ternaux est considéré par ses contemporains ainsi que par tous les historiens comme étant l’un des hommes les plus riches d’Europe et l’industriel le plus puissant de son temps avec Oberkampf et Necker. Il est aussi l’un des premiers inspirateurs du libéralisme moderne, ami de Tocqueville, d’Auguste Comte et surtout de Saint-Simon, dont il finance les premiers écrits d’économie politique alors que les travaux de ce dernier n’intéressent personne à l'époque. Il cherche à acclimater en France des moutons et des chèvres tibétaines qu'il avait demander à Pierre Amédée Jaubert de faire venir du Tibet, pour leur duvet permettant d'obtenir les fibres de cachemire, sans succès. Il construit des silos pour la conservation des grains et invente le terouen, un produit alimentaire composée de gruau, de pomme de terre, de bouillon d'os, de gélatine et de jus de carottes, tentative qui n'a pas plus de succès. 
En 1821, il abandonne son titre de baron, estimant son activité de négociant et d'industriel non acceptée par une partie de la noblesse, convaincu de l'utilité de son activité et que la vrai dérogeance serait de renoncer aux « arts utiles ». Une décision caractéristique du personnage. Réélu député en Haute-Vienne, le 17 mai 1822, par 1 442 voix sur 2 320 votants, il refuse d'approuver l'expédition d'avril 1823 en Espagne et indispose une nouvelle fois le gouvernement. Il n'est pas réélu député en 1824.
En 1824, il participe à la création du comité philhellène de Paris, qui se réunissait chez lui, place des Victoires. En juin 1825, il devient actionnaire du journal saint-simonien Le Producteur. Réélu député en 1827 et 1830, il prend une part active à la révolution de Juillet. En 1828, il devient membre du comité pour l'abolition de la traite et de l'esclavage. Son entreprise connaît des difficultés à la fin des années 1820, et il ne se représente pas aux élections de 1831 pour se consacrer à ses affaires et résorber au mieux ses dettes. Il vend une grande partie de ses biens industriels dont la manufacture de Sedan, et ne conserve que les ateliers de filature installés à Lamécourt.

## Principales publications
- Le vœu d'un patriote sur les assignats, 1790[18].
- Mémoire en faveur de la liberté du commerce contre les licences, 1808[18].
- Mémoire sur les moyens d'assurer les subsistances de la ville de Paris par l’établissement d'une compagnie de prévoyance, imprimerie de Ballard, 1819[18].
- Opinion... sur les amendements relatifs aux laines étrangères, 1819.
- Mémoire sur les expériences faites à Saint-Ouen, près Paris, pour la conservation des grains dans un silo, ou fosse souterraine et rapport fait à la Société d'encouragement, Paris, Delaunay, Brissot-Thivars, Ponthieu [et al.], 1820.
- Lettre de M. Ternaux l'ainé, membre de la chambre des députes, à ses correspondants, Paris, 1821
- Recueil de pièces sur l'importation et la naturalisation, en France, par MM. Ternaux et Jaubert, des chèvres de race thibétaine ou chèvres à duvet de cachemire, imprimerie de Madame Huzard, 1822.
- Mémoire sur la conservation des grains dans des silos ou fosses souterraines, d'après les expériences faites à Saint-Ouen, prés Paris, Saint-Ouen, imprimerie Carpentier-Méricourt, 1825
- Notice sur l'utilité de l'importation et de l'élève en France des bêtes à laine de race perfectionnée, 1825.
- Notice sur l'amélioration des troupeaux de moutons en France, Paris, chez Mme Huzard, Sautelet, Delaunay, 1827.
- Discours prononcé le 4 avril 1827, à la séance de la Société pour l’amélioration de l’enseignement élémentaire sur Gallica

## Hommages et citations
De nombreuses villes, dont Paris, Sedan, Louviers, Reims…, comptent une rue Ternaux.
Des œuvres littéraires font référence à Ternaux dit « l'Ainé» ainsi qu'à ses comptoirs à travers le monde, à ses fameux châles et à sa puissante manufacture, dont :
- Victor Hugo: Les Misérables, Tome I, Fantine.
- Honoré de Balzac: La Comédie Humaine, L'illustre Gaudissart , Les Parisiens en Province, 1833.

Une rose bleue-violette (« subviolecea » ou « near violet Chine rosa »), dont il est le créateur, porte le nom de « Belle Ternaux ».

## Décorations
- Officier de la Légion d'honneur (1816)[19]

## Dynastie des Ternaux
Guillaume Louis Ternaux est le frère d’Étienne Nicolas Louis Ternaux, dit « Ternaux-Rousseau » manufacturier et grand dirigeant de la Banque de France. Guillaume est l’oncle du banquier Jean-Charles Louis Ternaux (Maison Charles Ternaux, James Gandolphe & Cie), et l’oncle de l’historien et homme politique Mortimer Ternaux ainsi que de l'Académicien, député et bibliophile Charles Henri Ternaux dit « Ternaux-Compans », lui-même membre permanent du Conseil d’Escompte de la Banque de France, prenant ainsi la suite de son père Étienne Nicolas Louis Ternaux à sa mort en 1830 au château Ternaux d’Auteuil. 
Guillaume Ternaux n'eut lui-même que deux fils, Charles et Louis, qui épousèrent leurs cousines germaines Quérangal de Villeguries. 
Le caveau de la famille de Guillaume Ternaux a été transféré en 1882 du parc de sa propriété de Saint-Ouen au cimetière communal. Pour la branche de Nicolas Ternaux, l’imposant tombeau de la famille Ternaux se trouve au cimetière d'Auteuil dans la 3e division.